# Franciacorta (vino)
Il Franciacorta è un vino spumante prodotto con il metodo della rifermentazione in bottiglia che gode del riconoscimento DOCG, la cui produzione è consentita nell'omonimo territorio della provincia di Brescia.

## Zona di produzione

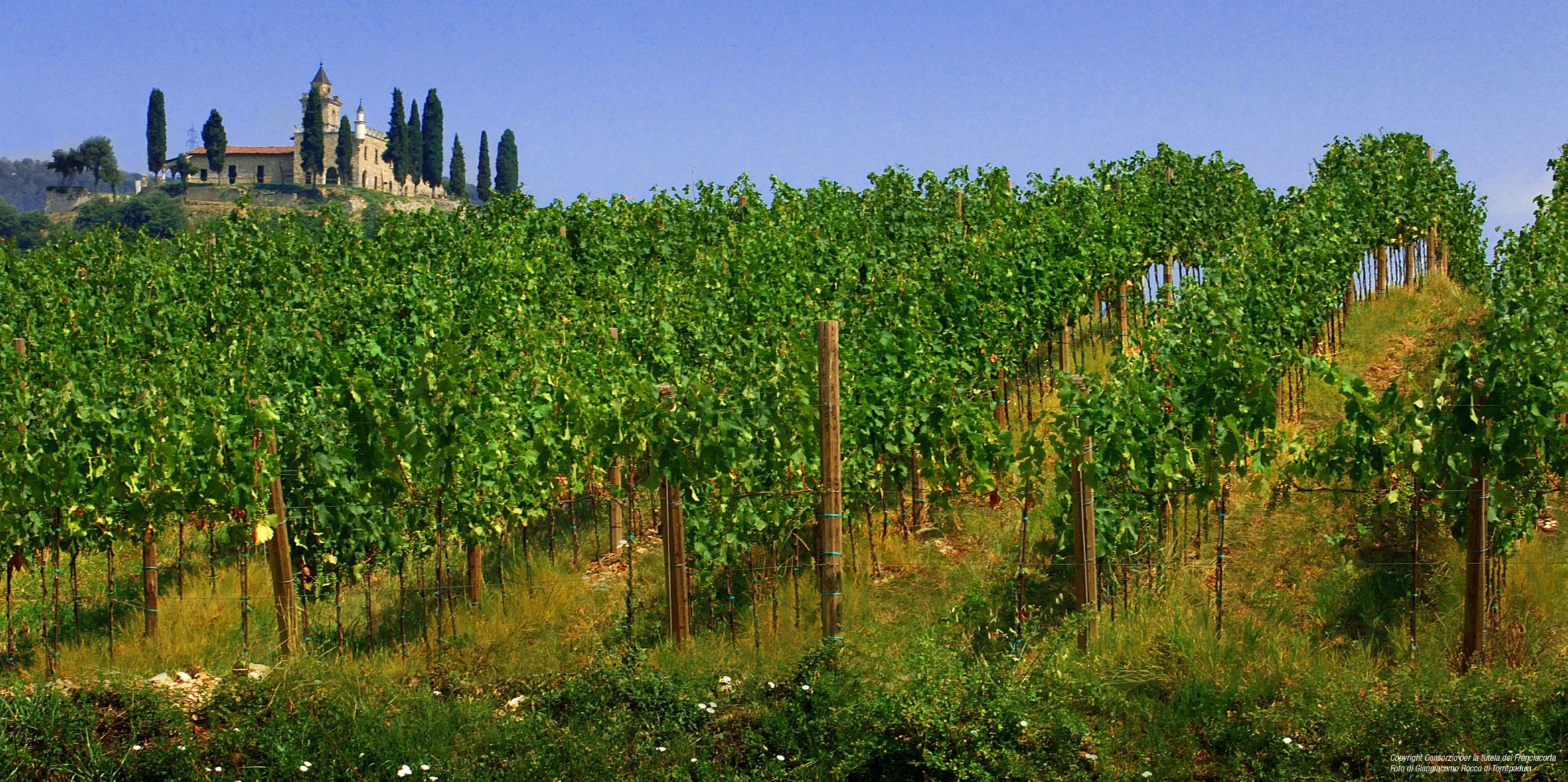
Veduta di un vigneto

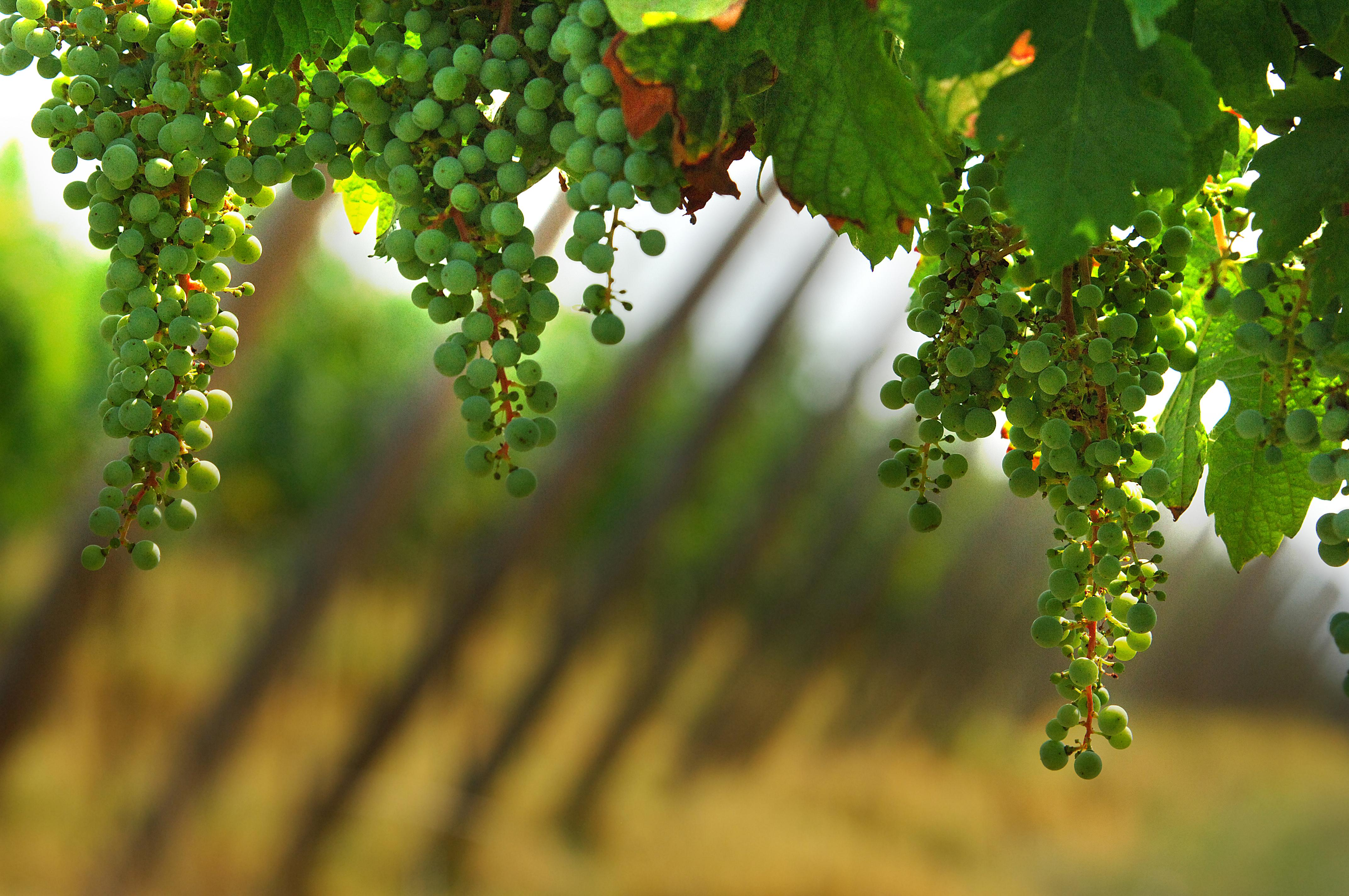
Grappoli d'uva della Franciacorta

La zona definita dal disciplinare dove si possono coltivare i vigneti e produrre Franciacorta comprende l'intero territorio dei comuni di Paratico, Capriolo, Adro, Erbusco, Corte Franca, Iseo, Ome, Monticelli Brusati, Rodengo-Saiano, Paderno Franciacorta, Passirano, Provaglio d'Iseo, Cellatica, Gussago e parte dei comuni di Cologne, Coccaglio, Rovato, Cazzago San Martino, Brescia, tutti in provincia di Brescia.
Inoltre, per ragioni storiche, sono consentite le operazioni di vinificazione, imbottigliamento (tiraggio), elaborazione, compresa la fermentazione in bottiglia, nella frazione di San Pancrazio di Palazzolo sull'Oglio.

### Informazioni sulla zona geografica
La Franciacorta ricade nella regione mesoclimatica insubrica e gode di alcuni caratteri di tipo mediterraneo che derivano da alcuni fattori specifici quali:
- vicinanza della pianura che provoca regime di brezza e inversioni termiche;
- vicinanza del lago d'Iseo che funge da volano termico riducendo le escursioni termiche annue, diminuendo il rischio di gelate, intensificando le precipitazioni e influenzando il regime dei venti.
- presenza a nord della Valcamonica, che assicura una pressoché continua ventilazione con un regolare apporto idrico, ma evitando pericolosi ristagni di umidità.[1]

Nel periodo vegetativo le precipitazioni sono ben distribuite e comprese tra 500 e 600 mm. Le temperature (indice bioclimatico di Winkler) sono comprese tra i 1 800 e i 2 300 gradi giorno tali quindi da garantire una adeguata maturazione delle uve.
Il territorio della Franciacorta è compreso in un anfiteatro morenico risalente all'era secondaria e terziaria formatosi per effetto dei movimenti di espansione e arretramento del grande ghiacciaio proveniente dalla Val Camonica. Esso è delimitato a est dalle colline di Rodengo, Ome, Gussago e Cellatica, a nord dal Lago d'Iseo e dalle Alpi Retiche, a ovest dal fiume Oglio e sud dal Monte Orfano. Pur essendo tutto di origine morenica quindi alloctono, di discreta profondità, con drenaggio buono e riserva idrica buona o elevata, il suolo non è del tutto omogeneo, come non omogenee sono le altre condizioni ambientali per cui il territorio risulta suddiviso in sei zone o meglio, come le definisce il disciplinare, sei “unità vocazionali differenti”:
- morenico sottile, con suoli superficiali situati sulle creste e sulle pendici molto scoscese delle colline moreniche. È la zona a minore produttività e maggiore precocità di maturazione; nei suoi vini prevale lo speziato-vegetale e la complessità;
- depositi fini, con suoli profondi a tessitura limosa, situati nelle aree di ritiro del ghiacciaio e di deposito lacustre; nei suoi vini prevale la nota floreale;
- fluvioglaciale, con suoli mediamente profondi, con scheletro grossolano, situati nelle aree degli scaricatori del ghiacciaio con massima produttività e minore precocità di maturazione; nei suoi vini prevale il fruttato secco e la media complessità;
- colluvi gradonati, con suoli molto profondi, situati sui gradoni con media produttività e vini con media acidità totale;
- colluvi distali, con suoli molto profondi, situati alla base quasi pianeggiante delle colline calcaree con alta produttività e vini con alta acidità totale;
- morenico profondo, con suoli profondi, a tessitura media o moderatamente fine, situati sulle colline moreniche più esterne all'anfiteatro; nei suoi vini prevale il fruttato secco e lo speziato-vegetale.[1]

## Storia
Nel territorio di Provaglio d'Iseo sono stati rinvenuti vinaccioli risalenti all'epoca delle palafitte: ciò dimostra che la vite era presente nella zona già nella preistoria. Per le epoche successive esistono le testimonianze di autori classici latini (Plinio, Colummella, Virgilio) e documenti del IX, X e XI secolo relativi ai monasteri della zona ad attestare l'importanza della viticoltura nell'economia medievale nella Franciacorta.
Questo stesso toponimo deriva da “Franzacurta” che compare in un'ordinanza riportata negli “Statuti di Brescia” del 1277 e che a sua volta deriva dalla dicitura latina “francae curtae” cioè “corti” (nel senso di corti monastiche) “franche” (esenti dai tributi vescovili).
Agli inizi del 1400 si verifica nella zona uno sviluppo dell'attività agricola e la concentrazione della viticoltura nella fascia collinare suburbana. L'attuale delimitazione del territorio (disciplinare del 2011), era già stata prescritta in un atto del Doge di Venezia Francesco Foscari del 1429, quando la zona era sotto il dominio della Serenissima.
Nel 1570 il medico bresciano Gerolamo Conforti, ben prima dell'abate francese Dom Perignon, scrive il "Libellus de vino mordaci", descrive il metodo di produzione " della fermentazione in bottiglia per la preparazione dei vini spumanti
Risale al 1852 il trattato sui vini di Gabriele Rosa che dei vini Franciacorta scrive come essi siano "eccellentissimi, racenti e garbi"
Nel 1961 vengono elaborate le prime 3 000 bottiglie di spumante Franciacorta, con la tecnica del metodo classico, che hanno le caratteristiche volute da Ziliani, l'enologo di Berlucchi. Lo battezza "Pinot di Franciacorta" ed è la prima volta che il nome geografico della zona appare sull'etichetta di un vino. La base era costituita da pinot bianco allora molto diffuso nella zona per la produzione di vini bianchi fermi di consumo corrente.
Dire Franciacorta equivale a dire spumante prodotto con Metodo Classico utilizzando chardonnay, pinot nero e pinot bianco. Quest'ultimo sostituisce il Pinot meunier della Champagne.

## Tecniche di produzione
Sono esclusi i terreni di pianura o eccessivamente umidi o poco soleggiati:
- i nuovi impianti ed i reimpianti devono distare almeno 10 m dai corsi ed i ristagni d'acqua;
- sono esclusi i terreni situati ad un'altitudine maggiore di 550 m s.l.m.;
- i nuovi impianti e i reimpianti devono presentare una densità di almeno 4500 ceppi/ha (ridotta a 2500 ceppi/ha per i terrazzamenti);
- è consentita solo la forma di allevamento a spalliera semplice (guyot o cordone speronato)
- è vietata ogni pratica di forzatura, ma consentita l'irrigazione di soccorso;
- tutte le operazioni devono essere effettuate all'interno del territorio dei comuni, che ricadono anche in parte, nella zona di produzione;
- l'ammostatura deve avvenire senza la diraspatura ad eccezione delle uve di Pinot nero vinificate in rosato o in rosso;
- la separazione del deposito può avvenire esclusivamente mediante sboccatura: non è consentita la filtrazione;[1]

## Disciplinare
Precedentemente l'attuale disciplinare DOCG era state prodotte queste versioni:
- Approvato DOC con DPR 21.07.1967 G.U. 209 - 21.08.1967
- Approvato DOCG con DM 01.09.1995 G.U. 249 - 24.10.1995
- Errata Corrige G.U. 288 - 11.12.1995
- Modificato con DM 02.09.1996 G.U. 217 - 16.09.1996
- Modificato con DM 07.04.2004 G.U. 93 - 21.04.2004
- Modificato con DM 25.06.2008 G.U. 157 - 07.07.2008
- Modificato con DM 08.09.2008 G.U. 223 - 23.09.2008
- Modificato con DM 13.10.2010 G.U. 249 - 23.10.2010
- Modificato con DM 31.03.2011 G.U. 93- 22.04.2011[1]

## Tipologie

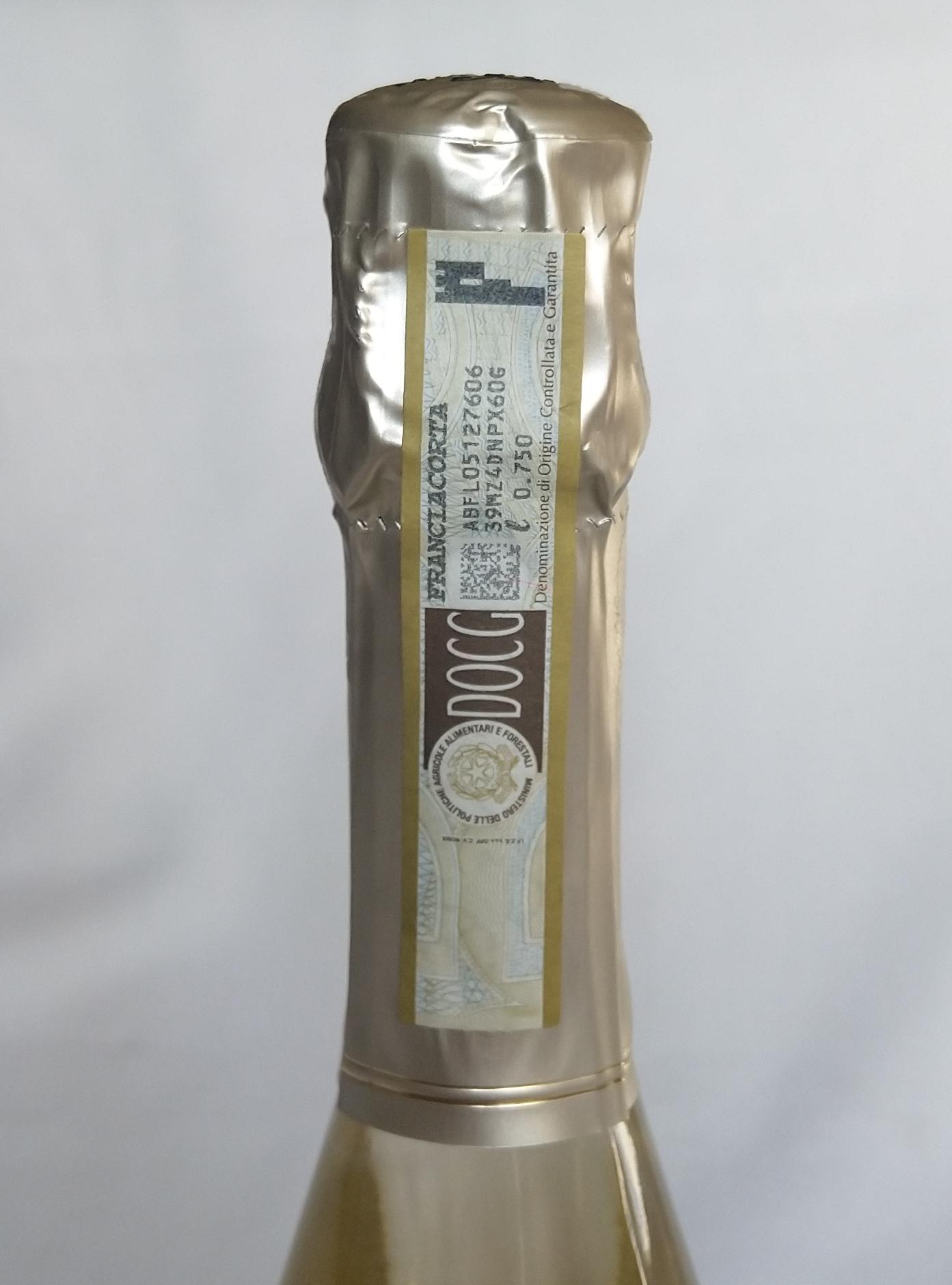
Il sigillo fiscale Franciacorta DOCG

Il disciplinare della DOCG Franciacorta prevede tre versioni di spumante: bianco, rosé, satèn. Una versione di Franciacorta unica al mondo nel genere è quella satèn. In origine, quando non era ancora DOCG, si definiva cremànt, cremoso, per la produzione più bassa di CO2. Il satèn, con la minore percezione della pungenza, dà una sensazione più morbida, setosa, rotonda.
In tutti i franciacorta è obbligatoria l'indicazione in etichetta posteriore dell'anno (almeno, o elemento temporale più preciso) della sboccatura; molti produttori indicano anche il momento del tiraggio.

### Franciacorta
(Franciacorta bianco)
|                                | Franciacorta                                                            | Franciacorta millesimato                                                | Franciacorta riserva                                                    |
| uvaggio                        | Chardonnay e/o Pinot nero min.50%, Pinot blanc max.50%, Erbamat max 10% | Chardonnay e/o Pinot nero min.50%, Pinot blanc max.50%, Erbamat max 10% | Chardonnay e/o Pinot nero min.50%, Pinot blanc max.50%, Erbamat max 10% |
| titolo alcolometrico minimo    | 11,50% vol.                                                             | 11,50% vol.                                                             | 11,50% vol.                                                             |
| titolo alcolometrico svolto    | 9,5% vol.                                                               |                                                                         |                                                                         |
| acidità totale minima          | 5,00 g/l                                                                | 5,00 g/l                                                                | 5,00 g/l                                                                |
| estratto secco minimo          | 14,0 g/l                                                                | 15,0 g/l                                                                | 15,0 g/l                                                                |
| resa massima di uva per ettaro | 120 q.                                                                  |                                                                         |                                                                         |
| resa massima di uva in vino    | 65%                                                                     |                                                                         |                                                                         |

Tempi di affinamento sui lieviti (dall'imbottigliamento alla sboccatura)
Franciacorta: 18 mesi
Franciacorta millesimato: 30 mesi
Franciacorta riserva: 60 mesi
Caratteristiche organolettiche del “Franciacorta"
spuma: fine, intensa;
colore: dal giallo paglierino più o meno intenso, fino al dorato;
odore: fine, delicato ampio e complesso con note proprie della rifermentazione in bottiglia;
sapore: sapido, fresco, fine ed armonico;
acidità totale minima: 5,00 g/l;
titolo alcolometrico volumico totale minimo: 11,50% vol;
estratto non riduttore minimo: 14,00 g/l;
tipologie di sapore: dosaggio zero, extra brut, brut, extra dry, sec e demi-sec.
Caratteristiche organolettiche del “Franciacorta” millesimato
spuma: fine, intensa;
colore: dal giallo paglierino più o meno intenso fino al giallo dorato;
profumo: fine, delicato, ampio e complesso con note proprie della rifermentazione in bottiglia;
sapore: sapido, fine ed armonico;
titolo alcolometrico volumico totale minimo 11,50% vol;
acidità totale minima: 5,00 g/l;
estratto non riduttore minimo: 15,00 g/l;
tipologie di sapore: dosaggio zero, extra brut, brut, extra dry.
Caratteristiche organolettiche del “Franciacorta” riserva
spuma: fine, intensa;
colore: dal giallo paglierino più o meno intenso, fino al giallo dorato con eventuali riflessi ramati;
odore: note complesse ed evolute proprie di un lungo affinamento in bottiglia;
sapore: sapido, fine ed armonico;
titolo alcolometrico volumico effettivo minimo: 11,50% vol; ::acidità totale minima: 5,00 g/l;
estratto non riduttore minimo: 15,00 g/l.
tipologie di sapore: dosaggio zero, extra brut, brut.

### Franciacorta Satèn
Il marchio - è stato registrato dal Consorzio per la tutela del Franciacorta nel 1995 per individuare questa particolare tipologia di prodotto. Il nome poteva essere usato dai soli produttori associati al Consorzio. Col Disciplinare pubblicato in G.U. il 7 luglio 2008 il Franciacorta Satèn diventa a tutti gli effetti una nuova tipologia che può essere prodotta da tutti i fruitori della Denominazione, associati e non al Consorzio.
Uvaggio: uve Chardonnay (prevalenti) e Pinot bianco fino ad un massimo del 50% (blanc de blanc).
Unicità: rispetto agli altri Franciacorta è caratterizzato da una minore pressione in bottiglia, inferiore a 5 atmosfere, che ne determina la peculiare morbidezza gustativa. È consentita l'immissione al consumo esclusivamente nella tipologia “brut”.
Per il satèn si possono al massimo aggiungere 20 gr/L di zucchero all'atto della presa di spuma.
|                                | Satèn                                             | Satèn millesimato                                 | Satèn riserva                                     |
| uvaggio                        | Chardonnay min. 50%, ammesso Pinot bianco max.50% | Chardonnay min. 50%, ammesso Pinot bianco max.50% | Chardonnay min. 50%, ammesso Pinot bianco max.50% |
| titolo alcolometrico minimo    | 11,50% vol.                                       | 11,50% vol.                                       | 11,50% vol.                                       |
| titolo alcolometrico svolto    | 9,5% vol.                                         |                                                   |                                                   |
| acidità totale minima          | 5,00 g/l                                          | 5,00 g/l                                          | 5,00 g/l                                          |
| estratto secco minimo          | 14,5 g/l                                          | 14,5 g/l                                          | 15,0 g/l                                          |
| resa massima di uva per ettaro | 120 q.                                            |                                                   |                                                   |
| resa massima di uva in vino    | 65%                                               |                                                   |                                                   |

Tempi di affinamento sui lieviti (dall'imbottigliamento alla sboccatura)
Franciacorta Satèn: 24 mesi
Franciacorta Satèn millesimato: 30 mesi
Franciacorta Satèn riserva: 60 mesi
Caratteristiche organolettiche del “Franciacorta” satèn
spuma: persistente, cremosa;
colore: giallo paglierino intenso;
odore: fine, delicato, con note proprie della rifermentazione in bottiglia;
sapore: sapido, cremoso, fine ed armonico;
titolo alcolometrico volumico totale minimo: 11,50% vol;
acidità totale minima: 5,00 g/l;
estratto non riduttore minimo: 14,50 g/l;
pressione massima: 5 atm.
tipologie di sapore: brut.
Caratteristiche organolettiche del “Franciacorta” satèn millesimato
spuma: persistente, cremosa;
colore: dal giallo paglierino più o meno intenso fino al giallo dorato;
odore: fine, complesso con note proprie della rifermentazione in bottiglia;
sapore: sapido, cremoso, fine ed armonico;
titolo alcolometrico volumico totale minimo: 11,50% vol;
acidità totale minima: 5,00 g/l;
estratto non riduttore minimo: 14,50 g/l;
pressione massima: 5 atm.
tipologie di sapore: brut.
Caratteristiche organolettiche del “Franciacorta” satèn riserva
spuma: persistente, cremosa;
colore: giallo dorato più o meno intenso;
odore: note complesse ed evolute proprie di un lungo affinamento in bottiglia;
sapore: sapido, fine ed armonico;
titolo alcolometrico volumico effettivo minimo: 11,50% vol; ::acidità totale minima: 5,00 g/l;
estratto non riduttore minimo: 15,00 g/l
pressione massima: 5 atm.
tipologie di sapore: brut.

### Franciacorta Rosé
Uvaggio: uve Chardonnay, Pinot bianco (massimo 50%), Pinot nero (minimo 35%).
Il nuovo Disciplinare, per meglio caratterizzare la tipologia ma anche per codificare una situazione di fatto già in essere, impone una percentuale minima di Pinot nero superiore rispetto a quello del 1995. Di fatto è frequente che i Franciacorta Rosé abbiano una quota di Pinot nero anche di molto superiore al 35%. Particolarmente rinomati e ricercati dai puristi, i Franciacorta rosé da pinot nero in purezza.
Metodo: 1) per assemblaggio di vino rosso con vino bianco. Le uve a bacca bianca e a bacca nera sono vinificate separatamente. 2) per vinificazione in rosato al 100%.
Il Franciacorta Rosé può essere prodotto esclusivamente con vino base Pinot nero vinificato in rosato oppure nascere dal suo assemblaggio, vinificato in rosso, con vini base Chardonnay e/o Pinot bianco e/o Pinot nero vinificato in bianco. Può essere dosato in tutte le tipologie di gusto.
Colorazione: dipende dalla tipologia e percentuali di combinazione del vino base oppure dal metodo e durata della macerazione nel caso di vino base ottenuto solo da Pinot nero vinificato in rosato.
|                                | Rosé                                                                 | Rosé millesimato                                                     | Rosé riserva                                                         |
| uvaggio                        | Chardonnay max 65%, Pinot nero, Pinot blanc max.50%, Erbamat max 10% | Chardonnay max 65%, Pinot nero, Pinot blanc max.50%, Erbamat max 10% | Chardonnay max 65%, Pinot nero, Pinot blanc max.50%, Erbamat max 10% |
| titolo alcolometrico minimo    | 11,50% vol.                                                          | 11,50% vol.                                                          | 11,50% vol.                                                          |
| titolo alcolometrico svolto    | 9,5% vol.                                                            |                                                                      |                                                                      |
| acidità totale minima          | 5,00 g/l                                                             | 5,00 g/l                                                             | 5,00 g/l                                                             |
| estratto secco minimo          | 15,0 g/l                                                             | 15,0 g/l                                                             | 15,0 g/l                                                             |
| resa massima di uva per ettaro | 120 q.                                                               |                                                                      |                                                                      |
| resa massima di uva in vino    | 65%                                                                  |                                                                      |                                                                      |

Tempi di affinamento sui lieviti (dall'imbottigliamento alla sboccatura)
Franciacorta Rosé: 24 mesi
Franciacorta Rosé millesimato: 30 mesi
Franciacorta Rosé riserva: 60 mesi
Caratteristiche organolettiche del “Franciacorta” rosé
spuma: fine, intensa; colore: rosa più o meno intenso;
odore: fine, delicato, ampio, complesso, con sentori tipici del Pinot nero e con note proprie della rifermentazione in bottiglia;
sapore: sapido, fresco, fine ed armonico;
titolo alcolometrico volumico totale minimo: 11,50% vol;
acidità totale minima: 5,00 g/l;
estratto non riduttore minimo: 15,00 g/l.
tipologie di sapore: dosaggio zero, extra brut, brut, extra dry, sec e demi-sec.
Caratteristiche organolettiche del “Franciacorta” rosé millesimato
spuma: fine, intensa;
colore: rosa più o meno intenso con possibili riflessi ramati;
profumo: ampio, complesso, con sentori tipici del Pinot nero e con note proprie della rifermentazione in bottiglia;
sapore: sapido, fresco, fine ed armonico;
titolo alcolometrico volumico totale minimo: 11,50% vol;
acidità totale minima: 5,00 g/l;
estratto non riduttore minimo: 15,00 g/l.
tipologie di sapore: dosaggio zero, extra brut, brut, extra dry.
Caratteristiche organolettiche del “Franciacorta” rosé riserva
spuma: fine, intensa;
colore: rosa più o meno intenso con possibili riflessi ramati;
profumo: complesso, evoluto con sentori tipici del Pinot nero e con bouquet proprio di un lungo affinamento in bottiglia;
sapore: sapido, fresco, fine ed armonico;
titolo alcolometrico volumico totale minimo: 11,50% vol;
acidità totale minima: 5,00 g/l;
estratto non riduttore minimo: 15,00 g/l.
tipologie di sapore: dosaggio zero, extra brut, brut.
Note degustative: la presenza del Pinot nero conferisce a questo Franciacorta un corpo e un vigore particolari, ancor più rilevanti nel caso di rosé con Pinot nero in purezza.

### Franciacorta Millesimato
- Produzione: è ottenuto da vini base di un'unica annata (cioè il millesimo) per almeno l'85%; perché un Franciacorta millesimato arrivi sullo scaffale ci vogliono almeno 37 mesi dalla vendemmia, 30 dei quali trascorsi in bottiglia a contatto dei lieviti per dare intensi profumi e aromi delicati e fini. Frequentemente i Franciacorta millesimati rimangono a contatto con i lieviti per un periodo molto superiore al limite minimo stabilito dal disciplinare di produzione. Da qui nasce il Franciacorta Riserva.
- Unicità: sull'etichetta riporta l'indicazione dell'annata della vendemmia.
- Note degustative: i Franciacorta millesimati hanno una personalità sensoriale e gustativa che rispecchia in maniera evidente le caratteristiche climatiche dell'annata e le espressioni qualitative delle uve di quella specifica vendemmia. Questo vino è ottenuto infatti da uve raccolte in condizioni climatiche e vendemmiali molto particolari, che hanno portato i grappoli ad una maturazione omogenea e giudicata ottimale.

### Franciacorta Riserva
Si tratta di un millesimato, che può essere anche un Satèn o un Rosé, che ha riposato sui lieviti almeno 60 mesi, quindi viene immesso al consumo dopo ben 67 mesi (cinque anni e mezzo) dalla vendemmia. Poiché tanti Franciacorta millesimati vengono lasciati a contatto coi lieviti molto tempo in più rispetto ai canonici 30 mesi, si è inteso valorizzarli al massimo identificandoli in una tipologia specifica. Il Franciacorta Riserva rappresenta la massima espressione qualitativa del territorio. Un discreto numero di produttori ormai hanno prodotti riserva, al massimo livello della proposta commerciale, che vanno molto al di là dei 60 mesi obbligatori (8, 10 anni e anche più).

## Tipologie di dolcezza
Dal punto di vista delle versioni in termini di dolcezza ovvero l'articolazione delle tipologie di vino in funzione del residuo zuccherino, il Franciacorta può essere messo in commercio in tutte le versioni previste dalla normativa europea sullo spumante ad eccezione, del tipo "dolce" (il Franciacorta più dolce può essere demisec). Altra eccezione riguarda il rosé che nelle tipologie "millesimato" e "riserva" può arrivare, rispettivamente, a extra-dry e brut.
Il pas dosé, a parte il residuo zuccherino massimo specifico, ha la peculiarità che non può avere aggiunta di zucchero (in nessuna forma) nel rincalzo post degorgement (dosaggio zero, appunto) prima della tappatura.
| Denominazione                                                    | Residuo zuccherino (g/l)                   |
| ---------------------------------------------------------------- | ------------------------------------------ |
| - Dosaggio zero - Extra brut - Brut - Extra dry - Dry - Demi sec | - < 3 - ≤ 6 - < 12 - 12-17 - 17-32 - 32-50 |

### Abbinamenti consigliati
Il Franciacorta è, come tutti i grandi spumanti ottenuti con il metodo tradizionale, il classico vino da tutto pasto e per ogni occasione. Di seguito l'abbinamento per ogni versione anche se, come per tutti i vini, la combinazione produttore, zona, annata e specifico prodotto, determina differenze molto rilevanti anche per l'abbinamento.
Inoltre, anche le diverse tipologie di residuo zuccherino sono ovviamente rilevanti in sede di abbinamento. Di seguito una lista suggerita.
- Bianco
  - Franciacorta pas dosé riserva: arrosto di vitello con patate al forno
  - Franciacorta pas dosé millesimato: risotto ai funghi
  - Franciacorta extra brut riserva: casoncelli al burro e salvia (e Nostrano Valtrompia DOP 30 mesi grattugiato)
  - Franciacorta extra brut millesimato: tagliatelle con asparagi e formaggella (di una delle 3 valli bresciane)
  - Franciacorta brut: aperitivo e pizza margherita
  - Franciacorta brut millesimato (meglio se con frazione di pinot nero): risotto al franciacorta e formagella bresciana
  - Franciacorta extra dry: aperitivo e frittata con cipolle e formaggio
  - Franciacorta extra dry millesimato: gorgonzola dolce con fetta di polenta abbrustolita
  - Franciacorta demi sec: bruschetta con acciughe piccanti, capperi e olive
  - Franciacorta demi sec: piccola pasticceria
  - Franciacorta demi sec: silter DOP 30 mesi
- Satèn
  - Franciacorta saten: piatti di pesce non impegnativi
  - Franciacorta saten riserva: crudità di mare
  - Franciacorta saten millesimato: robiola bresciana
- Rosé
  - Franciacorta pas dosé rosé riserva (meglio se pinot nero in purezza): tinca al forno con polenta (tinca di Clusane)
  - Franciacorta rosé (meglio se millesimato ed extra brut): uova al tegamino
  - Franciacorta rosé brut riserva: spaghetti in guazzetto di pesce di lago
  - Franciacorta extra brut rosé millesimato: Nostrano Valtrompia DOP 14 mesi
  - Franciacorta demisec rosé: bossolà (dolce bresciano)

## Riconoscimenti
L'Unione europea riconosce a solo tre vini italiani (Asti, Marsala e, appunto Franciacorta) la possibilità di indicazione senza altri termini qualificati. Il disciplinare in vigore vieta esplicitamente l'utilizzo del termine spumante nella designazione e etichettatura. Pertanto è corretto e legittimo dire "Franciacorta" e non "spumante Franciacorta", come è storicamente anche per lo Champagne francese.
La caratteristica fondamentale del Franciacorta è che l'unico metodo ammesso per la presa di spuma è quello tradizionale ovvero la rifermentazione in bottiglia (quella utilizzata da 3 secoli in Champagne), detto anche metodo classico. Inoltre, è stata la prima DOCG in Italia esclusivamente dedicata al metodo classico.
Dal 1967 al 1995 il nome Franciacorta era usato anche per designare vini DOC rossi e bianchi prodotti nella stessa area. In seguito, questi vini sono stati ribattezzati Terre di Franciacorta e, dal 2008, Curtefranca.